# Filmes de 1963 da Allied Artists Pictures

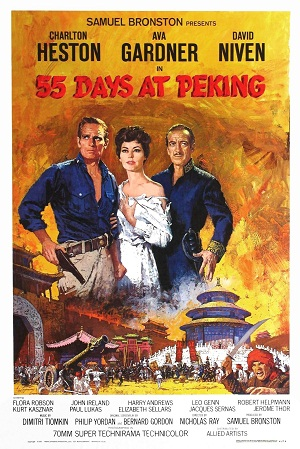
Cartaz de 55 Days at Peking, superprodução com elenco de primeira linha. Apesar disso, o filme fracassou nas bilheterias americanas.

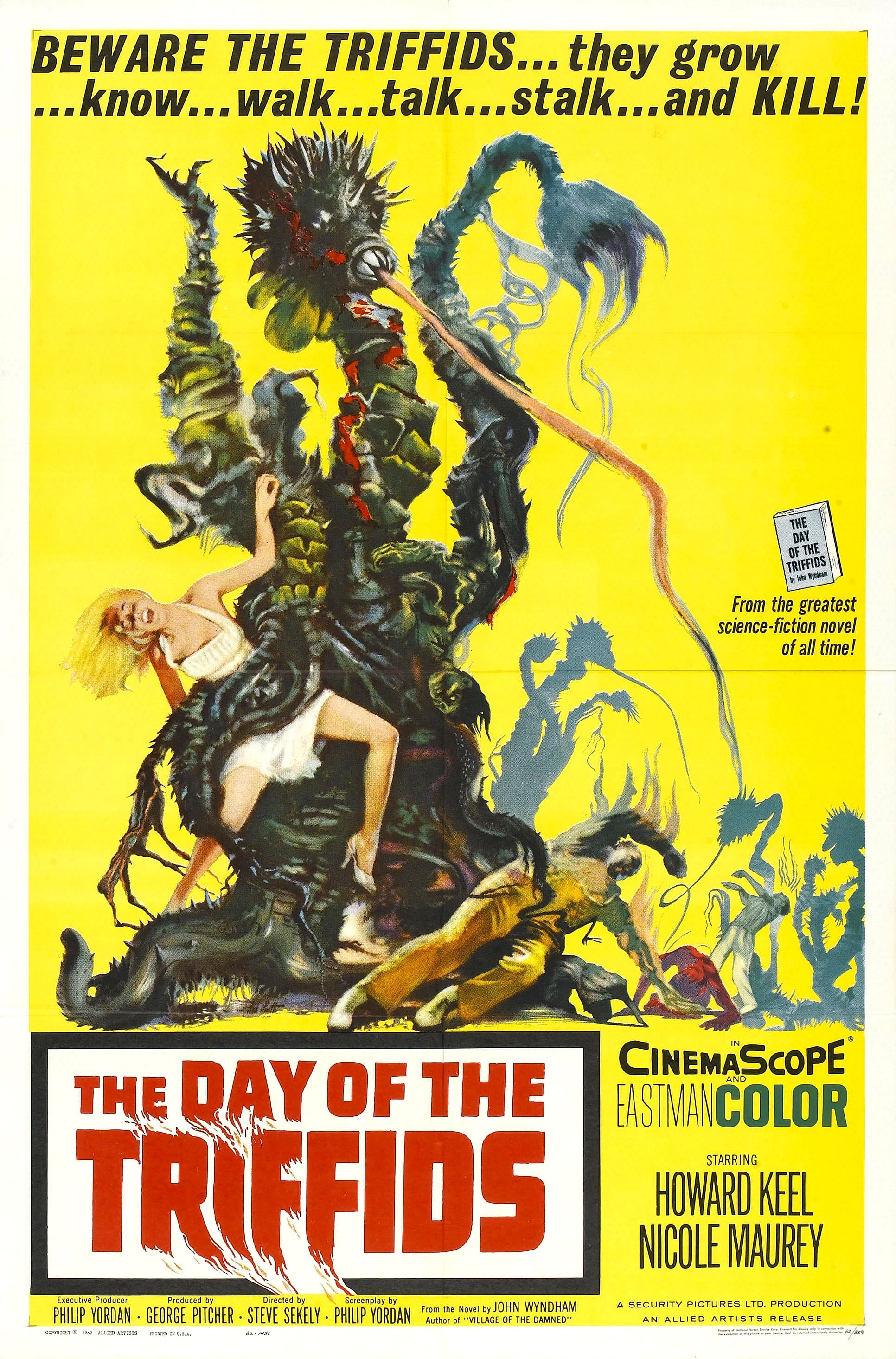
Cartaz de The Day of the Triffids, um dos muitos filmes de ficção científica produzidos pela Allied Artists. Este é baseado em romance do respeitado escritor britânico John Wyndham.